# ジョン・ハモンド
ジョン・ハモンド（英語: John Hammond、本名・ジョン・ヘンリー・ハモンド2世、1910年12月15日 - 1987年7月10日） は、レコード・プロデューサー、ミュージシャン、音楽評論家として、1930年代から1980年代はじめにかけて活躍した人物。特にA&R担当者として新たな才能を発掘することを通して、20世紀のポピュラー音楽において、最も影響力の大きかった人物のひとりとなった。
数多くのミュージシャンたちが、ハモンドによって世に出され、あるいはキャリアを成功させることになった。その中には、ベニー・グッドマン、チャーリー・クリスチャン、ビリー・ホリデイ、カウント・ベイシー、テディ・ウィルソン、ビッグ・ジョー・ターナー、ピート・シーガー、ババトゥンデ・オラトゥンジ、アレサ・フランクリン、ジョージ・ベンソン、ボブ・ディラン、フレディ・グリーン、レナード・コーエン、ブルース・スプリングスティーン、アーサー・ラッセル、アシャ・プトゥリ、スティーヴィー・レイ・ヴォーンらが含まれている。

## 来歴

### 生い立ちと家族
ハモンドは、父ジョン・ヘンリー・ハモンドにとって末子の長男であり、ジョン・ヘンリー・ハモンド・ジュニアと名付けられた。父ジョンはフィリップス・エクセター・アカデミーからイェール大学へ進み、コロンビア大学で法律の学位を得て卒業している。父ジョンの両親、つまりハモンドの父方の祖父母は、南北戦争時の将軍ジョン・ヘンリー・ハモンドとソフィア・ヴァーノン・ウォルフ（英語: Sophia Vernon Wolfe）であった。父ジョンは、スペイン大使を務めたオグデン・ハモンドと兄弟であり、女性政治家ミリセント・フェンウィックのおじであった。ハモンドの母エミリー・ヴァンダービルト・スローンは、ハモンドの母方の祖父母であるウィリアム・ダグラス・スローン（英語: William Douglas Sloane）とエミリー・ソーン・ヴァンダービルトの間に生まれた三姉妹のひとりであった。エミリーの父ウィリアム・ヘンリー・ヴァンダービルトは、その父でエミリーの祖父コーネリアス・ヴァンダービルトが海運や鉄道で築いた財閥を継承した実業家で大富豪であった。
父ジョン・ヘンリー・ハモンドと、エミリー・ヴァンダービルト・スローンは、1899年4月5日に結婚した。2人の間には、ハモンドのほかに、エミリー、エイデル、レイチェル、アリス（英語: Emily, Adele, Rachel & Alice）と4人の姉たちが生まれた。アリスは、1942年にベニー・グッドマンと結婚している。
ウィリアム・ヘンリー・ヴァンダービルトの曾孫としてニューヨークの大富豪の家に生まれたハモンドは、子どものころから音楽への関心を示していた。4歳でピアノを習い始めたが、8歳でヴァイオリンに転向した。母エミリーはクラシック音楽へと息子を向かわせようとしたが、ハモンドは(その多くが黒人である)召使いたちが歌い奏でている音楽に興味をもった。10代の頃からハーレムへ通って黒人ミュージシャンたちの演奏を聴くようになり、黒人ミュージシャンたちには変わり者のマスコットとして受け入れられるようになった。1927年にはアルハンブラ劇場でベッシー・スミスを聴き、生涯にわたる影響をうけた。
1929年、ホッチキス・スクールを卒業して、イェール大学に入学し、1933年卒業(予定)組の一員として、ヴァイオリンを専攻するが、後にヴィオラに専攻を変える。大学はコネチカット州ニューヘイブン市にあったが、ハモンドは頻繁にニューヨークに通い、専門誌に定期的に寄稿していた。1931年、ハモンドは大学を中退して、音楽業界で仕事を始め、まずイギリスの音楽業界誌『メロディ・メイカー』の通信員となった。

### 初期の活躍
1931年、ハモンドはピアニスト、ガーランド・ウィルソンの録音に出資し、レコード・プロデューサーとして、その後長く続く一連の芸術的な成功の第一歩を踏み出した。ハモンドはグリニッジ・ヴィレッジに移り住み、ボヘミアン的生活を送りながら、人種などによる差別のない音楽の世界のために働いた、と後に自身で語っている。ハモンドは、最も初期の定期的なジャズ・ライブの番組を立ち上げ、人種の分断についても定期的に文章で取り上げていた。ハモンドは回顧録で、「音楽の中には肌の色による線引きなど聴こえない…私が考えられる範囲では、ジャズにおけるニグロの優越性を認識することこそ、社会的な異議申し立ての最も効果的で、建設的な形である」と述べている。なお、自分の業績について語る際にハモンドが誇張を交える傾向があることは注意を要するが、彼には自分の貢献を主張できることが多々ある。
当時からハモンドは、黒人差別に反対する立場を表明していたが、1931年にアラバマ州で起きたスコッツボロ・ボーイズ事件の裁判では、被告の黒人少年たちを支援するためにチャリティ・コンサートを組織し、ベニー・グッドマン楽団、デューク・エリントン、マーサ・レイらが参加した。ハモンドは、1933年にはアーネスト・グリューニングの求めに応じて、《ネーション》誌にこの裁判に関する記事を寄稿している。
1932年から1933年にかけて、ハモンドは、イギリスの音楽業界誌『メロディ・メイカー』との関係を通して、経営が揺らいでいた米国コロムビア・レーベルから、英国コロムビア・レーベルへ原盤(大部分はW-265000原盤シリーズを用いた)を供給する企画をまとめる。ハモンドは、フレッチャー・ヘンダーソン、ベニー・カーター、ジョー・ヴェヌーティなどの演奏を録音したが、当時は経済情勢が悪い時期で、この企画がなければスタジオに入って本物のジャズを演奏する機会をもてなかったと思われる者も多かった。
ハモンドは、ベニー・グッドマンがバンドを組織する際にも関わりをもっており、グッドマンを説得してチャーリー・クリスチャン、テディ・ウィルソン、ライオネル・ハンプトンといった黒人ミュージシャンたちをバンドに雇わせた。1933年には、当時17歳だったビリー・ホリデイをハーレムで聴き、ベニー・グッドマンとの共演でレコーディング・デビューさせた。4年後、カウント・ベイシー楽団をカンザスシティからのラジオ放送で聴き、彼らをニューヨークに招いて、全国的な注目を集めることに成功した。
1935年、ハモンドは全米黒人地位向上協会(NAACP)の役員に名を連ねた。以降、30年以上にわたって活動に関わり、後年「NAACPは、ジャズの次に重要な、社会変革の手段であった」と述べた。
1938年12月23日、ハモンドは第1回の「フロム・スピリチュアル・トゥ・スウィング」コンサートを、カーネギー・ホールで開催し、ブルース、ジャズ、ゴスペルのアーティストたちを幅広く集めたプログラムを用意した。このコンサートには、アイダ・コックス、ビッグ・ジョー・ターナー、アルバート・アモンズ、ミード・ルクス・ルイス、シスター・ロゼッタ・サープ、カウント・ベイシー楽団、シドニー・ベシェ、ソニー・テリー、ジェイムズ・P・ジョンソン、ビッグ・ビル・ブルーンジー (この年8月16日に殺されたロバート・ジョンソンの代役として出演した)らが参加した。

### コロムビア・レコード入社後
1939年、ハモンドはコロムビア・レコードに入社するが、このときコロムビア・レーベルに所属していた黒人ミュージシャンは、デューク・エリントンだけであった。
ハモンドは、第二次世界大戦中は陸軍の軍務に就いていたが、仕事はおもにショーの企画運営であった。1946年に除隊となったが、ハモンドは、戦後1940年代半ばのビバップ時代のジャズ・シーンには心を動かされなかった。
1950年代後半にコロムビア・レコードに復帰し、ピート・シーガーとババトゥンデ・オラトゥンジをコロムビア・レーベルに契約させ、当時18歳のゴスペル・シンガーだったアレサ・フランクリンを発掘した。
1961年、ハモンドは、キャロリン・ヘスターのセッションで、フォーク・シンガーのボブ・ディランが吹いていたハーモニカを聴き、ディランをコロムビアと契約させた。コロムビアの役員たちがディランのことを「ハモンドの愚行」と呼んで非難したにもかかわらず、ハモンドはディランをレーベルから手放さなかった。ハモンドは、セカンド・アルバム『フリーホイーリン・ボブ・ディラン』までディランの初期作品をプロデュースした。
ハモンドはまた、非常に影響力が大きい企画であったロバート・ジョンソンの録音を没後に再発する企画(プロデューサーはフランク・ドリッグス)にも関わっており、コロムビア・レコードを説得してアルバム『デルタ・ブルースの王様』を1961年に発売させた。
ハモンドが、コロムビア・レーベルに契約させたアーティストには、レナード・コーエンやブルース・スプリングスティーンが含まれている。

### 晩年と死去
ハモンドは1975年にコロムビアを退職した後も、才能の発掘は続けていた。1983年には、ギタリスト、スティーヴィー・レイ・ヴォーンをコロムビアにもたらし、ヴォーンのデビュー・アルバムにはエグゼクティヴ・プロデューサーとしてクレジットされている。
ハモンドは、1987年に、一連の発作の末に死亡した。臨終の床ではビリー・ホリデイを聴いていた。

## 私生活
1941年3月8日、ハモンドは、最初の妻ジェミソン・マクブライド（英語: Jemison McBride）と結婚した。ジェミソンは、女優で、ロバート・マクブライドの娘であった。二人の間には、ジョン・P・ハモンド、ダグラス・ハモンド(夭折)、ジェイソン・ハモンド（英語: Jason Hammond）と3人の息子が生まれたが、1948年には離婚に至っている。
1949年、ハモンドは二人目の妻エスマ・サーノフ(英語: Esme Sarnoff、旧姓、オブライエン 英語: O'Brien)と再婚した。エスマは、NBC会長ロバート・W・サーノフの前妻で、エズモンド・オブライエンとその妻メアリの娘であった。この結婚で、ハモンドには義理の娘ができた。エスマの連れ子、エスマ・ロシータ・サーノフ(1943年 - )である。エスマ・ハモンドは、輸血から感染したAIDSの合併症で、1986年に死去した。

## 顕彰
ハモンドは、1971年にベッシー・スミスの再発盤を共同プロデュースし、音楽業界に貢献した者に与えられるグラミー理事会賞を受賞している。1986年には、ロックの殿堂入りも果たしている。
ニューヨークのセント・ピーターズ教会で行われた葬儀では、ピート・シーガーが「We Shall Overcome」を歌い、スティーヴィー・レイ・ヴォーンがブルースを演奏し、ブルース・スプリングスティーンが「Forever Young」を歌った。